# Општина Синтешти (Јаломица)
Синтешти (рум. Sinteşti) општина је у Румунији у округу Јаломица.
Oпштина се налази на надморској висини од 75 m.